# Buddhistische Vereinigungen Chinas
Erste Buddhistische Vereinigungen Chinas entstanden bald nach der Revolution 1911/1912 als deren Folge zum einen das Vereinsverbot der Mandschu-Dynastie fortfiel, zum andern die neue Regierung, geprägt von den Ideen der Bewegung 4. Mai einen scharf säkularisierenden Kurs fuhr. Von den Revolutionären wurden in den Folgejahren fünf offiziell anerkannten Religionen Glaubensfreiheit zugestanden, dies waren neben dem Buddhismus, Taoismus und Islam auch das katholische und protestantische Christentum. Eine der hierdurch bedingten Entwicklungen war das Entstehen buddhistischer Vereinigungen als Lobbyorganisationen der Ordinierten.
Religionsfreiheit als verfassungsmäßiges Grundrecht war während der Republik trotzdem nicht vorgesehen, eine erste Erwähnung findet sich nur in der kurzlebigen Verfassung 1947. Erst § 5 des „gemeinsamen Programms der politischen Konsultativkonferenz des chinesischen Volkes“ vom 29. September 1949 brachte ein solches. Übernommen wurde dieses Menschenrecht, ebenso wie „das Recht nicht zu glauben“, in die Verfassungen von 1954 (§ 88), 1975 (§ 28), sowie 1982 (§ 36, geändert 1993).

## Frühe republikanische Epoche
Nachdem die staatlichen Kontrollmechanismen über die Sangha, die seit frühester Zeit mehr oder weniger effizient bestanden hatten, in den letzten Jahrzehnten der Mandschu-Herrschaft allenfalls noch auf dem Papier bestanden, begann die junge Republik, deren führende Köpfe anti-klerikal bzw. säkularisierend ausgerichtet waren, bald organisierte „Religion“ als solche zu regulieren. Am 29. Oktober 1915 erging eine erste gesetzliche Regelung betreffend die buddhistischen und taoistischen Tempel (管理寺廟條例,  Guǎnlǐ sìmiào tiáolì).
Gerade der „Reformer“ Tàixū (太虛,  Tai-hsü) rief viele oft kurzlebige, kleine Vereine ins Leben.

### Organisationen
Es gab etliche Vereine, nachfolgend, der nach Gründungsdatum chronologisch geordnete Versuch sie aufzuzählen:
- 1912, Januar–Februar, Nanking: Fójiào xiéjìn huì (佛教協進會,  Fo-chiao Yen-chiu Hui, engl.: “Association for the Advancement of Buddhism”). Erst im Pílú-Tempel dann kurz im Jiāngtiān-Tempel.
- Februar 1912, Shanghai: Zhōngguó Fójiào huì (中國佛教會,  Chung-kuo Fo-chiao Hui, engl.: “Chinese Buddhist Ass.”). Ōuyáng Jiàn und Lǐ Yìzhuó (李翊灼) aufgelöst 1. April 1912. Einzelne Ableger bestanden als regionale Organisationen weiter. Zum einen zumindest bis 1922 in Huángméi (黃梅縣), zum anderen in Kanton bis 1928, um dann in der CBA von 1929 aufzugehen.
- ?April 1912: Fójiào dàtóng huì (佛教大同會,  Fo-chiao Ta-t'ung Hui, engl. “Buddhist Great Harmony Soc.”)
- ?1912/3, Peking: Zhōngyāng fójiào gōnghuì (中央佛教公會,  Chung-yang Fo-chiao Kung-hui, engl.: “Central Buddhist Confederation.”) Statuten veröffentlicht,[3] Aktivitäten unbestätigt.
- ?1912/3: Fójiào hóngshì huì (佛教弘誓會,  Fo-chiao Hung-shih Hui, engl.: “Buddhist Soc. of the Great Vow.”) Statuten veröffentlicht, Aktivitäten unbestätigt.[4]
- ?1912/3 維持佛教同X會,  Wei-ch'ih Fo-chiao T'ung-meng Hui, engl.: “League for the Support of Buddhism.” Statuten veröffentlicht, Aktivitäten unbestätigt.
- ?1912/3: Fójiào qīngnián xuéhuì (佛教青年學會,  Fo-chiao Ch'ing-nien Hsüeh Hui, engl.: “Young Buddhist Study Ass.”) Statuten veröffentlicht, Aktivitäten unbestätigt.
- ?1912/3: Fóxué yánjiū huì (佛學研究會,  Fo-hsüeh Yen-chiu Hui, engl.: “Buddhist Research Soc.”) Statuten veröffentlicht, Aktivitäten unbestätigt.
- 1917–?, Hángzhōu: Hángzhōu fóxué shè (杭州佛學社,  Hangchow Fo-hsüeh She) Wohl unter Beteiligung von Fàn Gǔnóng (范古農) und Wú Bìhuá (吳璧華).
- 1917 Peking: Zhōnghuá fójiào huì (中華佛教會,  Chung-hua Fo-chiao Hui, engl.: Chinese Buddhist Ass., 1917). Juni 1919 von Amts wegen aufgelöst, als nicht dem Vereinsrecht entsprechend.
- 1918–1921?, Shanghai: Jué shè (覺社,  Chueh she, engl.: Bodhi Society). Gegründet von Tàixū und einigen Laien in Shanghai, mit dem Ziel der Verbreitung buddhistischer Literatur. Hausblatt Hǎicháo yīn (海潮音; Hrsg. Shǐ Yīrú). Ende 1919 Umzug in den Jìngfàn Yuàn (淨梵院) am Westsee in Hángzhōu.
- 1918–1922, Shanghai: Shànghǎi shìjiè fójiào jūshì lín (上海世界佛教居士林,  Shanghai Shih-chieh Fo-chiao Chu-shih Lin). Laienorganisation, die sich 1922 in die Shìjiè fójiào jūshì lín und die “Pure Karma Association” 上海佛教淨業社 teilte. Vorstand war der Industrielle Wáng Yītíng (王一亭, 1867–1938). Ihren Sitz hatte sie in den Hardoon Gardens.
- Die Shànghǎi Buddhist Pure Karma Association (上 海 佛 教 淨 業 社) hatte ihren Sitz war in der Chángdé-Road (früher Hart Rd.) (常德路) im „Garten der Erleuchtung“ (覺園). Von Anfang an lebten auf dem 8000 m² großen Gelände in einer Klause einige Mönche. Man publizierte dort die Zeitschrift Jìngyè yuèkān (淨業月刊 1925 bis Oktober 1928). Huang Mao-lin († 1933, = Wong Mou-lam) wurde 1930 nach Ceylon entsandt, für kurze Zeit nach seiner Rückkehr gab er eine englische Zeitschrift heraus. In ihrer Frühzeit hatte hier auch die 1929 gegründete Chinese Buddhist Association (CBA, s. u.) ihren Sitz. Auf dem Gelände war dann 1933–1940 auch die buddhistische Radiostation XMHB (佛音電台,  Fóyīn diàntái. Man sendete mit 500 W auf 980 kHz.) angesiedelt. Angeschlossen war auch 1935–1937 die Shànghǎi pútí xuéhuì (上海菩提學會), eine Gruppe, die sich der Übertragung tibetischer Texte ins Chinesische widmete. Bis 1936 stand sie unter der Anleitung von Chísōng. An wohltätigen Aktivitäten unterhielt man ein Waisenhaus und gab chinesische Medizin und Kleidung an Bedürftige ab, bzw. sammelte für Opfer der von Hungersnöten und Überflutungen betroffenen Provinzen des Inlands.
- 1920er, Shanghai: Fójiào qīngnián huì (佛教青年會). Hausblatt: Juéxùn yuèkān (覺訊月刊).
- 1920/1921–1939, Wuhan: Hànkǒu fójiào huì (漢口佛教會,  Hangkow Fo-chiao Hui, engl.: “Hangkow Buddhist Society”). Gegründet von den Laienanhängern Tàixūs: Chén Yuánbái (陳元白\index[cjk]{陳元白}), Lǐ Yǐnchén (李隱塵), Wáng Sēnfǔ (王森甫, Präsident der Handelskammer und erster Vorstand bis 1931). Förderte seit 1922 das Seminar (佛教講習所,  Fójiào jiǎngxí suǒ), geleitet von Táng Dàyuán (唐大圓). Der Jahresbeitrag von 10 ch$ wurde Minderbemittelten erlassen. Umbenannt 1928 in Fójiào zhèngxìn huì (佛教正信會). Zu den Aktivitäten gehörte eine Ambulanz für Arme, Grundschule und Essensspenden zu Neujahr. Über eine nicht-buddhistische, weitere karitative Organisation finanzierte man ein Altersheim für nicht wiederverheiratete Witwen.[5]
- 1922, Shanghai: Shìjiè fójiào jūshì lín (世界佛教居士林,  Shih-chieh Fo-chiao Chu-shih Lin). Wohl einflussreichste Laienorganisation im chinesischen Buddhismus des 20. Jahrhunderts. Seit 1954 unter dem Namen Shànghǎi fójiào jūshì lín (上海佛教居士林). Vorstand seit Gründung war Wáng Yītíng bis zu seinem Tode. 1948–1951 leitete Fàn Gǔnóng (范古農).
- 1923, Peking: Fóhuà xīn qīngnián huì (佛化新青年會,  Fo-hua Ch'ing-nien Hui, engl.: “Association for the Buddhacization of the New Youth”). Laienorganisation, anfangs als Běijīng fójiào xīn qīngnián huì (北京佛教新青年會). Hausblatt Fóhuà xīn qīngnián (佛化新青年). Bereits 1924 um 10000 Mitglieder. Zweigstellen in Xiàmén, Tàiyuán, Shanghai, Wǔhàn und Quánzhōu.
- 1925 Peking: Zhōngguó fójiào huì (中國佛教會,  Chung-kuo Fo-chiao Hui, engl.: “Chinese Buddhist Federation,” CBF). Offiziell gegründet 6. April (es kann sein, dass Vorläuferorganisationen seit 1924 in den Provinzen bestanden).[6]
- ?1925 bis ?1956, Peking: Běijīng pútí xuéhuì (北京菩提學會,  Peking P'u-t'i Hsüeh-hui, engl.: “Bodhi Study Soc. (Peking)”). Vor allem ausgerichtet auf das Studium tantrischer Texte tibetanischer Lamas. Gab 1942 die Werke Tsongkhapas (密宗道次第廣論) heraus. Anfang der 1950er geleitet von Fǎzūn, dessen Werke ebenfalls verlegt wurden.[7]
- 1927–1950er, Peking: Sānshí xuéhuì (三時學會, engl.: “Three Ages [Times] Study Group”). Studiengruppe, die sich vor allem mit „nur Bewußtsein“ befasste. Wöchentliche Vorträge der durchschnittlich sechzig Mitglieder.
- 1928: Chiang-Che Fo-chiao Lien-ho-hui (“Kiangsu-Chekiang Buddhist Federation”). Gegründet auf Initiative von Yuányīng.
- 1928, April oder November 1929, Nanking: Chung-kuo Fu-hsüeh Hui (“Chinese Buddhist Studies Ass.”) Eine von Tàixūs Organisationen, sonntägliche Vorträge abhaltend, die auch nach Kriegsausbruch in Chungking fortdauerten.
- 1935–1937, Shanghai: Shànghǎi pútí xuéhuì (上海菩提學會,  Shanghai P'u-t'i Hsüeh-hui, engl.: “Bodhi Study Soc. (Shanghai)”). Ziel war die Verbreitung tibetanischer, tantrischer Texte. Leitend war bis 1936 Chísōng. Die Gruppe betätigte sich auch politisch als Lobbyisten zum Schutze buddhistischer Tempel. Dabei halfen die Verbindungen des ehemaligen Innenministers Qū Yìngguāng (屈映光,  Ch'ü Ying-kuang, 1883–1973). Ebenfalls angesiedelt im „Garten der Erleuchtung.“

## „Nanking-Dekade“ 1927–1938
Das nankinger KMT-Regime erließ 1929 eine kürzer gefasste Neuregelung der Vorschrift von 1915. Am 30. November verkündet, trat am 7. Dezember diese Kontrollverordnung (監督寺廟條例,  Jiāndū sìmiào tiáolì; 13 §§) in Kraft. Die Einführung des Zivilgesetzbuchs 1929/30 brachte die Abschaffung der „mönchischen Familie“ als eigener Zivilstand. Ordinierte waren fürderhin gewöhnliche Bürger mit allen entsprechenden Rechten und Pflichten. Die erwähnten gesetzlichen Maßnahmen sind nur als minimale Zugeständnisse eines diktatorischen Staatswesens zu sehen, dessen herrschende Klasse es sich alleine schon wegen der Vielzahl seiner äußeren Feinde nicht erlauben konnte, durch zu scharfe Maßnahmen sich zusätzlich noch mehr innere Feinde zu schaffen. Um einer Enteignung zu entgehen, gestatteten viele Tempel die Einrichtung von staatlich kontrollierten Grundschulen auf ihrem Gelände.

### Buddhistischer Verband, gegründet 1929
Der 1929 gegründete shanghaibasierte „Buddhistische Verband“ (中國佛教會,  Zhōngguó fójiào huì, CBA), war vor allem eine Vertretung Ordinierter. Zwar waren an der Gründung auch Laien beteiligt, diese wurden jedoch nach 1936 auf Vorschlag von „reformbereiten“ Mönchen aus Ämtern ausgeschlossen. Als Organisation Ordinierter hatte man zwar eine gewisse Autorität, blieb jedoch intern zerstritten. Das Hauptquartier in Shanghai wurde bis 1937 mit der „Pure Karma Association“ geteilt. Tàixū und seine Anhänger gewannen 1945 die Kontrolle über den Verband, der orthodoxere Yìnguāng wurde verdrängt.

Ab 1936 wurden Mitgliedsbeiträge festgelegt (vorher operierte man auf Spendenbasis): Ordinierte 1 ch$, Laien 5 $. Die 1947 erneut geänderte Satzung hob den Satz auf einheitlich 5000 $ der stark entwerteten chinesischen Währung an.

### Laienorganisationen
Die zahlreichen Laienorganisationen, die vor allem eine stärkere Beteiligung an Riten erreichten, können hier nicht aufgeführt werden, da sie fast alle nur lokale Bedeutung hatten. Klassifizieren kann man sie in „Verdienst-Vereine“ (功德林,  Gōngdélín), die vor allem die Vorteile vegetarischer Ernährung propagierten und Studiengruppen, die auch entsprechende Traktate verbreiteten. Am häufigsten waren „Rezitationsgruppen“ (念佛林,  Niànfólín), die sich zum (oft stundenlangen) Rezitieren (Chanten) vom Sutrentexten oder dem Namen Buddhas trafen – sie standen meist dem „reinen Land“ nahe. In deren Namen finden sich auch oft Bezeichnungen wie „Lotus-Gesellschaft“ (蓮社,  Liánshè) oder „Reine Karma Gesellschaft“ (淨業社,  Jìngyèshè).

## Seit 1949
Bereits in den frühen 1950ern richtete man in der Hauptstadt eine Ministerialabteilung ein, die sich mit religiösen Fragen befasste (engl.: „Religious Affairs Bureau“). „Genehmigte Stätten religiöser Aktivitäten“ (宗教 動場所,  Zōngjiào huódòng chǎngsuǒ) werden von der chinesischen Regierung ausgewiesen. Die heute Staatliches Amt für religiöse Angelegenheiten (SARA) genannte Dienststelle benutzt als Schnittstellen zu den anerkannten Religion jeweils registrierte Verbände, für den Buddhismus ist es die:

### Buddhistische Vereinigung

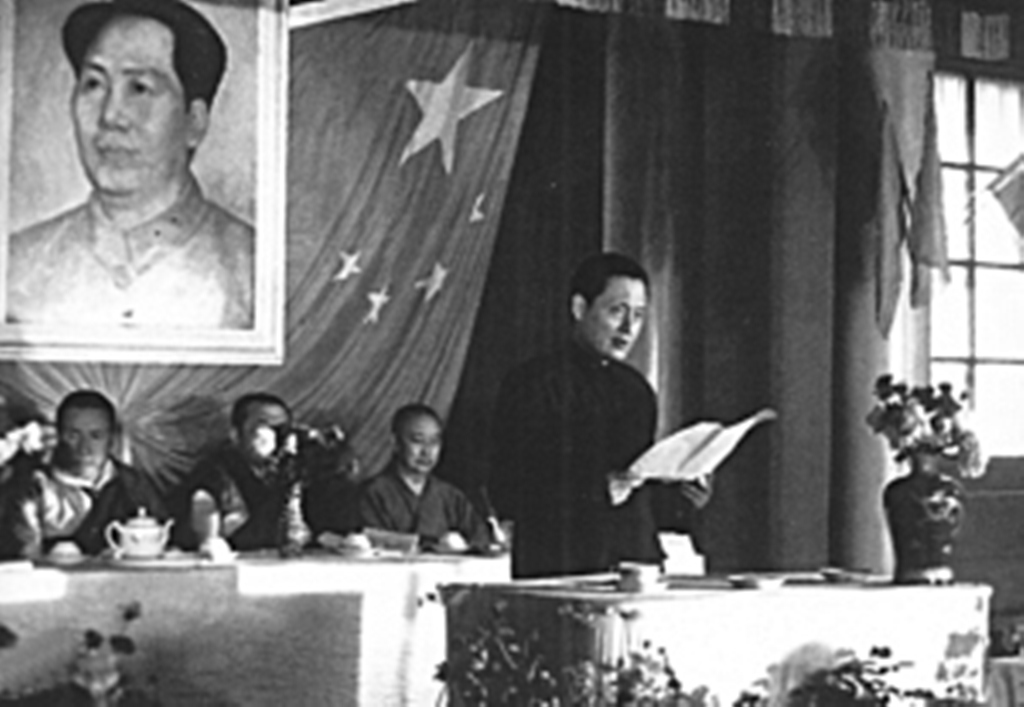
Zhào Pǔchū spricht 1953 auf der die Gründung der buddhistischen Vereinigung vorbereitenden Konferenz

Buddhistische Vereinigung (中國佛教協會,  Zhōngguó fójiào xiéhuì, engl.: “Buddhist Association;” BAC). Der nach zweijähriger Vorbereitungsphase ab November 1952 in Peking gegründete Verband ist die zentrale Organisation chinesischer Ordinierter. Der vorbereitenden Konferenz standen Zhào Pǔchū und Sherab Gyatsho vor.
Die eigentliche Gründungsversammlung trat von Mai bis Juni 1953 zusammen. Dabei wählte man den hochbetagten Yuányīng, der bereits in leitender Stellung in der 1929 gegründeten Vereinigung aktiv gewesen war, zum Vorsitzenden, Sherab Gyatsho wurde oberster Vize. Die wirkliche Kontrolle über den Verband übte der Generalsekretär Zhào Pǔchū aus. Weitere Gründungsmitglieder in leitender Funktion waren Lǚ Chéng (呂澂), Zhōu Shjiā (周叔迦) und Jùzàn (巨贊). Die einzige Frau im Kreise war die Nonne Lónglián.
Einzelmitgliedschaften waren während der ersten Jahre nicht vorgesehen, anfangs bestand der Verband nur aus den 93 Mitgliedern der Gründerversammlung. Später wurden auf regionaler Ebene Delegierte ernannt. Tibetische und mongolische Mönche waren proportional überrepräsentiert. Sowohl der Dalai als auch der Panchen Lama waren in den 1950ern Ehrenpräsidenten.
1957 fand die zweite Generalversammlung statt. Zu dieser Zeit arbeiteten fast vierzig Personen Vollzeit für die Organisation in Peking. Die dritte Vollversammlung hielt man 1962 ab, die Zahl tibetanischer Repräsentanten sank, wohl eine Folge der dortigen Rebellion.
Das „Hausblatt“ Xiàndài fóxué (現代佛學,  Hsientai Fo-hüe, engl.: Modern Buddhism) wurde bereits 1950 gegründet und 1953 dann, bis 1964, von der Vereinigung übernommen. 1957 hat diese Zeitschrift eine Auflage von 5000 Stück gehabt. Spätere Auflageziffern sind nicht bekannt. Ungefähr zwei Drittel des Umfangs jedes Heftes waren der buddhistischen Lehre gewidmet. Das restliche Drittel war entweder von politischen Themen bestimmt – meist in Form von Nachdrucken aus der chinesischen Presse oder auch von Berichten über Fortschritte, die die Buddhisten bei der Bewältigung der ihnen von der Regierung übertragenen Aufgaben machten – meist Teilnahme an handwerklicher Arbeit oder in der Produktion.
Die Organisation wurde auch im Rahmen der Völkerverständigung aktiv. In diesem Licht ist die „Ausleihe“ der Zahnreliquie an verschiedene süd-buddhistische Länder und der Neubau einer Pagode hierfür, 1956 bei Peking, zu sehen. Vor allem arbeitete man daran, um China im Rahmen der 2500-Jahr-Feier Buddhas zu repräsentieren.
Auf Provinz- bzw. lokaler Ebene entstanden entsprechende, unabhängige Vereinigungen, die sich um die Unterstützung von Tempeln und Mönchen kümmerten und als Schnittstelle zu kommunalen Verwaltungsstellen fungierten. Besonders in großen Städten übernahmen die Vereinigungen das Management der Tempelländereien und zahlten den Mönchen während der 1950er daraus ein Gehalt. 1966–72 bestand kein Bedarf für derartige
Gruppierungen. Man war jedoch bereits im Sommer 1972 wieder aktiv, was die weit verbreitete revisionistische Darstellung, die „Kulturrevolution“ habe bis zum Staatsstreich 1976 gedauert, Lügen straft. Deren Ende wurde beim 9. Parteitag 1971 beschlossen, die Roten Garden aufgelöst. In diesen Jahren trat Zhào nicht an die Öffentlichkeit, behielt jedoch seine Posten und trat auf jeden Fall 1972 wieder als Mitglied des geschäftsführenden Ausschusses der BAC auf. Han-buddhistische Tempel, von denen es 2008 etwa 15000 amtlich registrierte gab, sind heute zugleich Mitglieder der regionalen Vereinigungen.
Seminar
Bereits 1955 setzte man eine zwölfköpfige Kommission ein, die die Einrichtung eines „Seminars für Buddhismus“ (中國佛學院,  Zhōngguó Fóxué yuàn) zur Ausbildung von Mönchen vorbereiten sollte. Noch in den 1930ern waren fast siebzig Prozent der Mönche und fast neunzig Prozent der aus dem ländlichen Raum stammenden Nonnen Analphabeten gewesen. Auch diesem Institut der höheren Bildung stand, nach der Gründung 1956 im Pekinger Guǎngjì-Tempel (廣濟寺,  Kuang-chi Ssu) nominell zunächst Sherab Gyatsho vor. Die Leitung übernahm 1956–1966 Fǎzūn (法尊; 1902–1980), der zugleich einer der Vizepräsidenten der BAC wurde und deren Leitung kurz vor seinem Tode 1980 ebenfalls übernahm. Bedeutende Lektoren der frühen Zeit waren Zhōu Shūjiā (周叔迦; 1899–1970) und Guānkōng (觀空; 1903–1989). Aus Platzgründen verlegte man das buddhistische Seminar in den sechs Kilometer entfernten Fǎyuán sì (法源寺,  Fa Yüan Ssu).

Auch im heute von Revisionisten regierten China hat man kaum eine Chance, Abt eines bedeutenden Tempels zu werden, ohne hier eine Ausbildung an der, heute Akademie für Buddhismus Chinas genannten Anstalt, durchlaufen zu haben. In neuerer Zeit wurden auch Institute für Palistudien und den Lamaismus eingerichtet.
Der Vereinigung gehören im Sommer 2018 rund 240.000 Ordinierte an.
Präsidenten der Pekinger Vereinigung
- Yuányīng (圓瑛 圆瑛) Gründungspräsident, † 1953
- Sherab Gyatsho (喜饶嘉措) zuerst kommissarisch ab 1953, dann bis 1966
- Fǎzūn (法尊) amtierte kurze Zeit vor seinem Tode 1980
- Zhào Pǔchū (趙朴初) Generalsekretär seit 1953, 1980 – † 2000
- Yīchéng (一誠) 2002–2010
- Chuányìn (傳印), 2010–2015
- Xuéchéng (學誠), April 2015 bis August 2018
- Yǎn Jué (演覺, *1956), seit 2018

### Provinz Taiwan
Es wurde geschätzt, dass in der ersten Zeit nach der Befreiung des Festlandes allenfalls 100 Mönche auf die Insel kamen, etwa die Hälfte mit hinreichender Bildung.
Eine Gründung jüngerer Zeit ist die Theravada-Vereinigung Taiwans (台灣原始佛教協會).

#### Buddhistischer Verband auf Taiwan

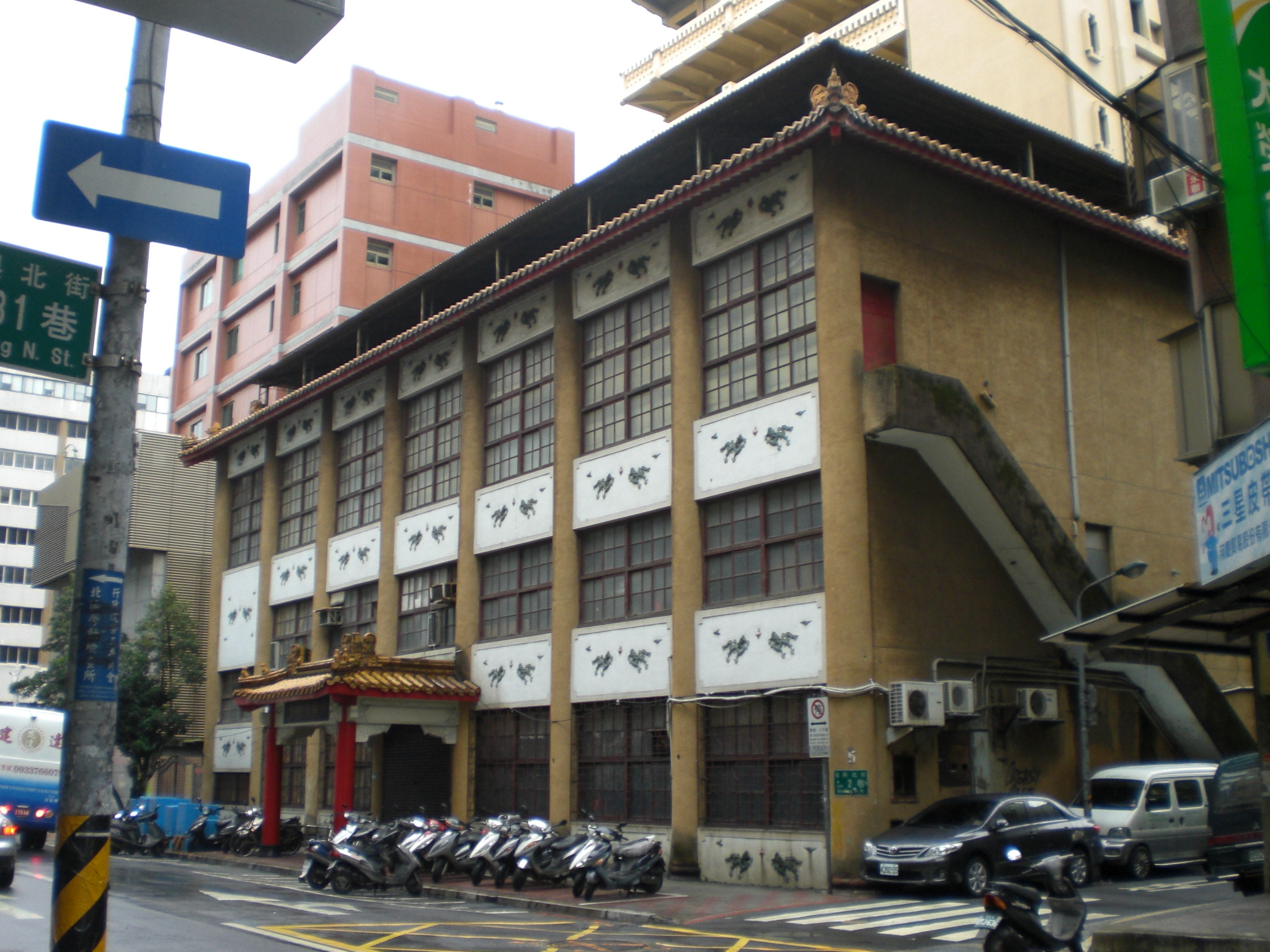
Hauptquartier der BAROC (2012)

Der 1949 in der abtrünnigen Provinz Taiwan ins Leben gerufene „Buddhistische Verband“ (中國佛教會,  Zhōngguó fójiào huì, engl.: “Buddhist Association of the Republic of China,” BAROC) hat mit der Organisation, die unter gleichem Namen in Shanghai bestanden hatte, nichts gemeinsam. Man sah sich allerdings in der Tradition der 1929 von Tàixū gegründeten Organisation.

Schon seit 1945 hatten Lǐ Zǐkuān (李子寬, auch Parlamentarier), ein mongolischer Tulku Zhāngjiā Huófó (李子寬章嘉活佛, † 1957) und der Laie Sūnzhāng Qīngyáng (孫張清揚) auf eine Neugründung hingearbeitet, die 1947 in Nanking erfolgte.
Die Leitung der Organisation übte anfangs ein dreiköpfiges Komitee aus. Seit 1955 haben, bis heute, die Konservativen die Oberhand. Ihr erster Präsident nach Umstrukturierung 1960 wurde Wùmín (悟明), als Generalsekretär fungierte Nántíng (南亭), die Zentrale richtete man anfangs im Shípǔ sì (十普寺) von Taipeh ein.
Die von der Regierung kontrollierte Organisation war bis 1960 die einzige zugelassene buddhistische Vereinigung, seit 1987 hat ihr Einfluss stark abgenommen. Bis dahin, d. h. dem Ende des Kriegsrechts, musste z. B. jeder Mönch, der ins Ausland reisen wollte, eine Genehmigung einholen.
In der Frühzeit setzte man die Abschaffung der unter japanischer Verwaltung eingeführten Möglichkeiten der Mönchsheirat und des nicht-vegetarischen Essens durch. Ebenso unterband man die Aufstellung von Gottheiten des chinesischen Volksglauben zusammen mit buddhistischen Bildnissen. Die Dominanz der vom Festland gekommenen Mönche, die die Organisation beherrschten, führte auch dazu, dass die „reine“ Art der Ordination des Bǎohuá-Shan (寶華山,  Pao Hua Shan Haupttempel: Lóngchāng sì 隆昌寺) nach 1952 in der Provinz eingeführt wurde. Das Pekinger Pendant bezeichnete man im Kalten Krieg buddhistisch-mitfühlend als „verbrecherische Pseudo-Buddhistenorganisation“ (chinesisch 偽匪佛教協會).

### Hongkong
Eine eigenständige buddhistische Vereinigung gibt es in Hongkong (香港佛教聯合會).